# 18 d'abril
El 18 d'abril és el cent vuitè dia de l'any del calendari gregorià i el cent nouè en els anys de traspàs. Queden 257 dies per finalitzar l'any.

## Esdeveniments
Països Catalans
- 1599 - València: Isabel Clara Eugènia es casa amb el seu cosí Albert VII d'Àustria.
- 1599 - València (Corona d'Aragó): el rei Felip III de Castella es casa a la Catedral de València amb Margarida d'Àustria.
- 1756 - Menorca: tropes franceses manades pel duc de Richelieu desembarquen a l'illa, derroten la guarnició anglesa i l'ocupen en pocs dies (guerra dels Set Anys).
- 1839 - Vilafamés (Plana Alta): els carlins aixequen el setge de Vilafamés quan arriben reforços carlins durant la Primera Guerra Carlina.
- 1971 - València: Clausura del I Congrés d'Història del País Valencià.
- 1990 - Mataróː S'inaugura el nou Teatre Monumental, remodelat, amb un recital de Victòria dels Àngels.[1]
- 2006 - Barcelona, es publica el número 1 del setmanari Directa.[2]
- 2007 - Barcelona: Òmnium Cultural cedeix el seu fons documental a l'Arxiu Nacional de Catalunya.
- 2014 - Sant Hilari Sacalm: Se celebra el Via Crucis Vivent de fa més de tres segles d'història.

Resta del món
- 309 - Roma: Eusebi I és escollit papa.
- 1025 - Gniezno (Regne de Polònia): Boleslau I de Polònia és coronat rei de Polònia.
- 1491 - Còrdova (Regne de Castella): Ferran el Catòlic inicia una marxa contra el Regne de Granada, en poder dels musulmans.
- 1506 - Roma (Estats Pontificis): el papa Juli II col·loca la primera pedra de la basílica de Sant Pere del Vaticà.
- 1857 - París (França): publicació d'El llibre dels esperits, que marca l'inici de l'Espiritisme.
- 1904 - París (França): fundat per Jean Jaurès, hi ix el primer número del diari L'Humanité, que l'any 1920 esdevindrà de tendència comunista.[3]
- 1906 - San Francisco (Estats Units): el major terratrèmol de la història de la regió, d'una magnitud estimada de 7,9 de l'escala de Richter causa 3000 morts.[4]
- 1909 - París (França): Joana d'Arc és beatificada a la catedral de Notre-Dame de París pel papa Pius X.
- 1912 - Nova York (Estats Units): arriben uns 700 supervivents de l'enfonsament del Titànic, rescatats pel vaixell britànic Carpathia.
- 1938 - Estats Units: es publica el primer número d'Action Comics que inclou la primera aparició de Superman, per Jerry Siegel (guió) i Joe Shuster (dibuix i tinta).
- 1942 - Tòquio (Japó): l'aviació estatunidenca bombardeja aquesta ciutat en la incursió Doolittle com a resposta de l'Atac a Pearl Harbor.
- 1942 - Vichèi (França): Pierre Laval és nomenat Primer Ministre de França pel Govern de Vichy.
- 1946 - Ginebra (Suïssa): es dissol la Societat de Nacions per la creació de l'Organització de les Nacions Unides (ONU).
- 1947 - Heligoland (petita illa Frisona Alemanya) - L'Armada Reial Britànica fa detonar 6.800 tones d'explosius (Operació Big Bang), creant la detonació no nuclear individual més gran de la història. L'impacte va ser tan gran que va canviar la forma de l'illa.[5]
- 1949: La República d'Irlanda abandona la Commonwealth.
- 1951 - París (França): se signa el Tractat de París que constitueix la Comunitat Europea del Carbó i de l'Acer (CECA), que donarà lloc, més tard a la Comunitat Econòmica Europea.[6]
- 1958 - Estats Units: Un tribunal declara que el poeta Ezra Pound sigui alliberat de l'hospital psiquiàtric on havia estat internat durant dotze anys (des del 1946) per salvar-lo de la pena de mort per traïció.
- 1976 - Nicolás Redondo Urbieta és escollit Secretari General de la UGT.
- 1978 - Washington (els Estats Units): el Senat estatunidenc ratifica -per un estret marge de vots- els Tractats del Canal de Panamà, signats entre Jimmy Carter i Omar Torrijos.[7]
- 1980 - Zimbàbue: aquest país adopta el nou nom (abans era Rhodèsia) i la nova bandera.
- 1983 - Beirut (Líban): Un suïcida destrueix l'ambaixada dels Estats Units, matant 63 persones.[8]
- 1993 - Roma: Joan Pau II beatifica Paula Montal i Fornés.
- 1994 - Cándido Méndez és nomenat Secretari General de la UGT.
- 1996 - Qana (Líban): L'exèrcit d'Israel bombardeja la base dels cascos blaus de l'ONU, matant almenys a 102 civils que s'hi refugiaven.[9]
- 2004 - Madrid (Espanya): Zapatero ordena la retirada immediata dels mil tres-cents soldats espanyols destacats a l'Iraq.[10]
- 2004 - Sud-àfrica: Dani Pedrosa debuta en la cilindrada de 250 cc amb una victòria al circuit de Welcom.
- 2005 - Lance Armstrong anuncia la seva retirada del món del ciclisme després de participar en el Tour de França.

## Naixements
Països Catalans
- 1480, Subiaco (actual Itàlia): Lucrècia Borja, noble de la casa Borja que fou governadora de Spoleto, filla de Roderic de Borja (després papa Alexandre VI) (m. 1519).[11]
- 1867, El Masnou, Maresme: Lluís Millet i Pagès, músic català, fundador de l'Orfeó Català.[12]
- 1881, Agullana, Alt Empordà: Francesca Torrent, escriptora catalana (m. 1958).[13]
- 1913, Cervera: Isabel Solsona i Duran, poetessa i traductora catalana (m. 2011).[14]
- 1926, Barcelona: Carmen Sánchez de Torre, antropòloga i traductora mexicana d'origen català, exiliada durant el franquisme.
- 1956, Barcelona: Carmen de Rivera i Pla, advocada laboralista, professora, política, diputada al Parlament de Catalunya.[15]
- 1969, Valls: Dolors Batalla i Nogués, política, ha estat diputada i alcaldessa de Valls.[16]
- 1983, Sort, Pallars Sobirà: Anna Azamar i Capdevila, infermera i política catalana, ha estat senadora per Lleida.
- 1985, La Roca del Vallès, Vallès Oriental: Maria Fernández Vidal, periodista esportiva catalana.[17]
- 1987, 
  - Terrassa: Glòria Comerma i Broto, jugadora catalana d'hoquei herba que jugava com a davantera.[18]
  - Oviedo, Astúries: Flavita Banana, il·lustradora i dibuixant de vinyetes, resident a Catalunya.[19]

Resta del món
- 1666, París, França: Jean-Féry Rebel, violinista i compositor francès (m. 1747).[20]
- 1772, Londres, Anglaterra: David Ricardo, economista anglès (m. 1823).[21]
- 1773, Varese, Llombardia: Giuseppina Grassini, soprano italiana, que fou amant de Napoleó i del Duc de Wellington (m. 1850).[22]
- 1819, Split, Dalmàcia, Croàcia: Franz von Suppé, compositor austrohongarès. d'origen belga (m. 1895).[23]
- 1853, Aguadilla, Puerto Rico: Ana Roqué de Duprey, mestra, escriptora, científica, editora, sufragista i una de les fundadores de la Universitat de Puerto Rico (m.1933).[24]
- 1864, Nàpolsː Ernestina Bendazzi Garulli, soprano italiana (m.1931).[25]
- 1896, Segré, França: Job de Roincé, periodista i escriptor en bretó.
- 1905, 
  - Hoquiam, Estats Units: George Herbert Hitchings, bioquímic estatunidenc (m. 1998).[26]
  - Corfú: Margarida de Grècia, princesa de Grècia i de Dinamarca (m. 1981).[27]
- 1907, Budapest, Imperi Austrohongarès: Miklós Rózsa, compositor de cinema austrohongarès (m. 1995).[28]
- 1917, Blankenburg am Harz, Alemanya: Frederica de Hannover, aristòcrata alemanya, reina consort de Grècia.
- 1927, Nova York, Estats Units: Samuel Phillips Huntington, politòleg i professor universitari estatunidenc (m. 2008).[29]
- 1937, 
  - Tòquio (Japó): Keiko Abe, compositora japonesa, intèrpret especialitzada en la marimba.
  - Zywiec (Polònia): Natalia Lach-Lachowicz, més coneguda com a Natalia LL, artista conceptual polonesa pionera en el moviment artístic feminista.
- 1940, Kingstree, Estats Units: Joseph Leonard Goldstein, bioquímic i genetista estatunidenc.[30]
- 1948, Nova York: Catherine Malfitano, soprano estatunidenca.[31]
- 1949:
  - Hèlsinki, Finlàndia: Bengt Holmström, economista finlandès, Premi Nobel d'Economia de l'any 2016.[32]
  - París (França): Michaël Levinas, compositor i pianista francès.[28]
- 1956, Biloxi, Mississipi, Estats Units: Eric Roberts, actor estatunidenc.
- 1959, Nova York: Susan Faludi, periodista i autora estatunidenca, Premi Pulitzer 1991.[33]
- 1961, París: Élisabeth Borne, alta funcionària i política francesa que ha ocupat diversos ministeris.[34]
- 1963, Newton (Massachusetts), Estats Units: Mike Mangini, músic estatunidenc.
- 1963, Brookline (Massachusetts), Estats Units: Conan O'Brien, còmic estatunidenc.
- 1964, Boulogne-Billancourt, França: Zazie, cantant i compositora francesa.[35]
- 1979, Hemel Hempstead, Anglaterra: Anthony Davidson, pilot de Fórmula 1.
- 1980, Kassel: Martina Müller, antiga futbolista alemanya nomenada millor jugadora d'Alemanya del 2013.[36]
- 1981, 
  - Villa María, Córdoba, Argentina: Sol Gabetta, violoncel·lista argentina.[37]
  - Taipei, Taiwan: Audrey Tang, programadora de programari lliure taiwanesa, nomenada ministra sense cartera.[38]
- 1983, Wilton, Connecticut: Katherine "Kate" Maher, especialista en tecnologia, desenvolupament i democràcia estatunidenca.
- 1985, Chester, Anglaterra: Tom Hughes, actor de cinema i televisió anglès.
- 1986: Denice K., actriu pornogràfica i productora danesa.

## Necrològiques
Països Catalans
- 1939 - Sant Adrià de Besòs: Carme Claramunt, activista política catalana, primera afusellada al Camp de la Bota (n. 1897).[39]

- 1956 - L'Escala: Josep Vicens i Juli, compositor de sardanes català.[40]
- 1964 - Sabadell (Vallès Occidental): Ramon Balcells i Basomba, metge català.
- 1991 - Barcelona: Carme Gombau, cantant d'òpera i professora de cant catalana.[41]
- 2018 - Sant Vicent del Raspeig: Luísa Pastor Lillo, política valenciana, primera dona alcaldessa del seu municipi (n. 1948).[42]

Resta del món
- 1054 - Roma: Lleó IX, papa (n. 1002).[43]
- 1731 - Florència: Giovanna Fratellini, pintora barroca (n. 1666).[44]
- 1859 - Verneuil-sur-Seine, Illa de França, Alexis Henri Charles de Clérel, vescomte de Tocqueville, pensador, jurista, polític i historiador francès (n. 1805).[45]
- 1873 - Darmstadt (Ducat de Hesse, actual Alemanya): Justus von Liebig, químic alemany (n. 1803).[45]
- 1898 - París (França): Gustave Moreau, pintor francès (n. 1826).[46]
- 1905 - Madrid (Espanya): Juan Valera y Alcalá Galiano, diplomàtic, polític i escriptor espanyol.
- 1936 - Roma (Itàlia): Ottorino Respighi, compositor, musicòleg i violinista italià (n. 1879).[47]
- 1942 - Nova York: Gertrude Vanderbilt Whitney, escultora i filantropa nord-americana n. 1875).[48]
- 1945 - Predeal (Romania): Guillem Frederic de Wied, aristòcrata romanès, príncep d'Albània.
- 1951 - Lisboa (Portugal): António Óscar de Fragoso Carmona, polític i militar portuguès, fill i net de militars, va ser l'onzè president de la República portuguesa (n. 1869).[49]
- 1954 - Lier (Bèlgica): Denis Verschueren, ciclista belga.
- 1955 - Nova Jersey, Estats Units: Albert Einstein, Premi Nobel de Física l'any 1921 (n. 1879).[50]
- 1977 - Cardiff, Gal·les: Irene Steer, nedadora gal·lesa
- 1985 - Broadway, Anglaterra: Gertrude Caton-Thompson, arqueòloga anglesa (n. 1889).[51]
- 1991 - Madrid: Gabriel Celaya, poeta basc en llengua castellana (n. 1911).[52]
- 1998 - Austin, Estats Units: Linda Schele, epigrafista i iconografista de la cultura maia.
- 1999 - Madrid (Espanya): Vicente Escrivá Soriano, productor, guionista i director de cinema i televisió valencià.
- 2002 - Larvik (Noruega): Thor Heyerdahl, explorador noruec (n. 1914).[53]
- 2003 - Williams Island, Estats Units: Edgar F. Codd, informàtic i teòric de la informació estatunidenc (n. 1923).[54]
- 2019 - Derry, Irlanda del Nord: Lyra McKee, escriptora i periodista nord-irlandesa (n. 1990).[55]

## Festes i commemoracions
- Vespra de la Mare de Déu del Miracle a Cocentaina.
- Onomàstica: sants Eleuteri d'Il·líria, bisbe i màrtir, i Àntia de Roma, la seva mare; Anastàsia d'Egina, abadessa; Perfecte de Còrdova, màrtir; beat Andreu Hibernon, religiós franciscà; beata Maria de l'Encarnació (Barbe Avrillot o Acarie), religiosa carmelitana; servent de Déu Claudi López i Bru, laic.